# Чабан Орест Йосифович
Чабан Орест Йосифович (2 березня 1931, с. Долина Сяноцького повіту, Польща — 28 квітня 2016, Львів) - український науковець, віце-президент науково-технічної спілки енергетиків та електротехніків України, почесний енергетик України та СНД, у 1990—1994 роки — голова суспільно-культурного товариства «Лемківщина» у Львові.

## Життєпис
Народився у 1931 році на Лемківщині в с. Долина біля м. Сянока (тепер Польща). Початкову школу закінчив в с. Долина, по закінченні якої вчився в семирічній українській школі в с. Загір'я[джерело не вказане 1409 днів]. 1944—1946 — навчався в гімназії м. Сянока[джерело не вказане 1409 днів]. У 1946  році переселений  разом з родиною в Україну, на Львівщину[джерело не вказане 1409 днів]. 
В 1946—1948 роках — продовжив навчання в середніх школах № 17 та № 1 м. Львова.
1948—1953 роки — навчався у Львівській політехніці на спеціальності «Теплоенергетичні установки». 
Отримав кваліфікацію інженера-теплотехніка.
в 1953—1968 роках - працював  в Південному відділенні Львівської енергоналагоджувальної організації ОРГРЕС на посадах інженера, старшого і бригадного інженера, керівника експериментальної групи, керівника комплексної пусконалагоджувальної бригади. Виконував випробування. дослідження та наладнування нових типів потужних енергоустановок електростанцій в Україні, Підмосков'ї, Узбекистані, Азербайджані та Литві.
Протягом 1960-1968 років був керівником коплексних робіт, спрямованих на аналіз проектів, післямонтажний пуск, дослідження, наладнування, оптимізацію та ввід в експлуатацію першого газомазутного енергоблока потужністю 150 мегават на ТЕС "Північна" ("Шимал-ТЕС", Азербайджан) а також першої черги Молдавської та Бурштинської ТЕС з енергоблоками по 200 МВт.
У 1968 році, на підставі виконаних досліджень, захистив дисертацію та отримав наукову ступінь кандидата технічних наук. В дисертації розробив основи нового методу досліджень режимних властивостей котлів на основі раціонального поєднання експериментальних та математичних досліджень.
З 1968  до 1974 року очолював кафедру теплоенергетики, теплових та атомних електричних станцій Львівського політехнічного інституту (тепер це університет «Львівська політехніка». У 1974—1990  роках працював доцентом тієї самої кафедри, а у 1990—1996 роках — завідувачем об'єднаної кафедри «Теплотехніка і теплові електричні станції».
у 1989 році захистив докторську дисертацію на тему «Теоретичні основи розрахунків систем передачі тепла енергоустановок», відобразивши в ній результати власних напрацювань теорії моделювання систем передачі тепла в енергооб'єктах.
У 1991 році отримав диплом доктора технічних наук за результатами захисту дисертації. У 1992  році отримав вчене звання професора. Тричі був делегатом від України на Всесоюзних з'їздах наукових та інженерних об'єднань. 1988—1990 роках був членом, згодом заступником голови (та, коротко, головою) Центральної ревізійної комісії Союзу наукових та інженерних об'єднань СРСР.

### Громадська діяльність
з 1953 року — член Науково-технічної спілки енергетиків України (НТСЕУ), а з 1991 року став її віце-президентом.
У 1967 році - брав активну участь у створенні та діяльності Львівської  обласної  організації  Українського товариства охорони пам’яток історії та культури
1989-1993 роки -  член громадсько-політичної організації "Народний рух України".
1990—1994 роки  - голова суспільно-культурного товариства  "Лемківщина", співорганізатор  всеукраїнського та першого світового конгресу лемків (тепер це Світова Федерація Українських Лемківських Об'єднань).
2000 рік — член робочої експертно-консультативної групи при Міністерстві палива та енергетики України
2001 рік — член Консультативної Ради при Міністерстві палива та енергетики України[джерело не вказане 1409 днів]
2002 рік — обраний членом ревізійної комісії Спілки наукових та інженерних об'єднань України[джерело не вказане 1409 днів].

## Відзнаки
Перелік:
- 2000 рік — Нагрудний знак "«80 лет Плана ГОЕЛРО»
- 2001 рік — Диплом лауреата Всеукраїнського конкурсу «Лідер паливно-енергетичного комплексу»
- 2002 рік — Нагрудний знак «Почесний енергетик України» (Мінпаливенерго України)
- 2002 рік — Диплом лауреата Всеукраїнського конкурсу «Лідер паливно-енергетичного комплексу» у номінації «Громадський діяч»
- 2003 рік — Нагрудний знак «Заслужений енергетик співдружності незалежних держав» (Електроенергетична Рада СНД)
- 2003 рік — Грамота Держкомітету України у справах національностей і міграцій — нагороджений як громадський діяч, професор: «за значний внесок у зміцненні міжетнічних відносин в Україні та за її межами, за активну участь у розбудові демократичного суспільства, за збереження лемківських звичаїв та традицій
- 2004 рік — Заслужений працівник паливно-енергетичного комплексу (НТСЕУ)
- 2005 рік — Почесна грамота Верховної Ради України[2][a]  та золота медаль „За особливі заслуги перед Українським народом
- 2006 рік — пам'ятна медаль „140 років РТО“

## Вибрані публікації
- Чабан О. Й. в авторському колективі. Оборудование теплообменное АЕС. Расчет тепловой и гидравлический. Руководящий технический материал. (РТМ 108.031.05-84). Офіційне видання. -  Л: НПО ЦКТИ, 1986. — 180с.
- Чабан О. Й. в авторському колективі. Сепаратори-пароперегреватели турбин АЕС. Расчет и проектирование. Руководящий технический материал (РТМ 102.020.107-84) Офіційне видання.  — Л: НПО ЦКТИ, 1986. — 126с.
- Чабан О.Й. Загальноенергетична політика як чинник національної безпеки//. Вісник ДУ „Львівська політехніка“ Проблеми економії енергії. - Львів: ДУ „Львівська політехніка“, 1999. — с.35-37
- Чабан О.Й. Знання суті та закономірностей і спрямувань її розвитку як фактор національної безпеки: Матеріали міжнародної конференції „Енергетична безпека Європи“. Погляд у XXI століття». — Київ: «Українське енциклопедичне знання», 2000. — с.92-95
- Чабан О. Й. Дупак О. С., Куцан Ю. Г. Методичне забезпечення енергетичної політики // Енергетика і електрифікація. спецвипуск. серпень. Архів оригіналу за 22 квітня 2021. Процитовано 5 травня 2021. //: журнал. - 2001. — с.62-64
- Чабан О. Й. Загрози національній безпеці у науковій сфері енергетики // Енергетика і електрифікація //листопад: журнал. - 2001. — с.17-19
- Чабан О. Й. Досвід самоорганізації енергозабезпечення у малих містах Німеччини: Збірник матеріалів науково-практичної Конференції «Проблеми малих міст України (Розвиток самоврядування і реформування місцевого господарства в контексті національних традицій і світового досвіду)» — Львів: «Державність», 2000. - с.165-170
- Чабан О.Й. Політична діяльність в системі місцевого самоврядування: матеріали науково-практичної українсько-польської конференції «Громадянське суспільство і політика місцевого самоврядування (проблеми теорії і практики)». - Львів, 2003. — с.78-85

## Особисте життя
Дружина — Олександра Юліанівна Чабан (з Боберських) 1937 року народження. Три доньки і шестеро внуків.